# TurkmenAlem52E/MonacoSAT
TurkmenAlem52E/MonacoSAT, conosciuto anche come TurkmenÄlem 52.0E/MonacoSat e precedentemente denominato TurkmenSat-1, è il primo satellite del Turkmenistan. 
Il satellite, con una massa al lancio di 4.731 Kg, è stato costruito da Thales Alenia Space per conto del Ministero delle Comunicazioni del Turkmenistan. Il lancio è stato effettuato il 27 aprile 2015 dal John F. Kennedy Space Center con un razzo vettore Falcon 9. TurkmenAlem è destinato alle telecomunicazioni, assicurando copertura all'Europa, al Medio Oriente, all'Asia centrale e ad una parte dell'Africa.
Il satellite, denominato inizialmente TurkmenSat-1, è stato posto in orbita geostazionaria con la longitudine di 52°Est; dato che la licenza per questa posizione orbitale appartiene in concessione al Principato di Monaco, è stato raggiunto un accordo commerciale con l'operatore monegasco Space Systems International (SSI) e il nome del satellite è stato cambiato in MonacoSat 1. Inizialmente era previsto che il lancio fosse effettuato con il razzo cinese Lunga Marcia 3B, ma le normative internazionali contro il traffico di armi hanno ostacolato il trasferimento in Cina di parti del satellite di fabbricazioni statunitense, per cui nel giugno 2013 è stato deciso di usare il razzo statunitense Falcon 9. Nel 2015, poco prima del lancio, il satellite è stato rinominato definitivamente TurkmenAlem52E/MonacoSAT; la sigla 52E si riferisce alla posizione orbitale di 52°E in longitudine. Il satellite è dotato di 38 transponder; di questi, 26 sono gestiti dal Turkmenistan e 12 dal Principato di Monaco.
Il satellite ha una durata programmata di 16 anni.